# تپه دهنو ۱
تپه دهنو ۱ مربوط به دوره هخامنشی - دوره اشکانیان است و در شهرستان کوهرنگ، بخش مرکزی، دهستان شوراب تنگزی، ۲۰۰ متری غرب روستای دهنو، ۵/۵ کیلومتری چلگرد واقع شده و این اثر در تاریخ ۲۷ اسفند ۱۳۸۷ با شمارهٔ ثبت ۲۶۳۱۳ به‌عنوان یکی از آثار ملی ایران به ثبت رسیده است.